# Cho Ho-sung
Cho Ho-sung (ur. 15 czerwca 1974) – południowokoreański kolarz torowy i szosowy, brązowy medalista torowych mistrzostw świata.

## Kariera
Pierwsze sukcesy w karierze Cho Ho-sung osiągnął w 1998 roku, kiedy zdobył złoty medal w drużynowym wyścigu na dochodzenie oraz srebrny w wyścigu punktowym na igrzyskach azjatyckich w Bangkoku. Rok później wystartował na mistrzostwach świata w Berlinie, gdzie zdobył brązowy medal w wyścigu punktowym, ulegając jedynie Szwajcarowi Bruno Risiemu i Ukraińcowi Wasylowi Jakowlewowi. Ponadto Cho zdobył złote medale wyścigu punktowym i madisonie na igrzyskach azjatyckich w Pusan w 2002 roku oraz złoto w drużynowym wyścigu na dochodzenie podczas igrzysk azjatyckich w Ad-Dausze w 2010 roku.